# Neustift bei Güssing
Neustift bei Güssing (en húngaro: Újtelep) es una ciudad localizada en el Distrito de Güssing, estado de Burgenland, Austria.
- Datos: Q663508
- Multimedia: Neustift bei Güssing / Q663508

1. ↑  Worldpostalcodes.org, código postal n.º 7540.